# Rotschlößle

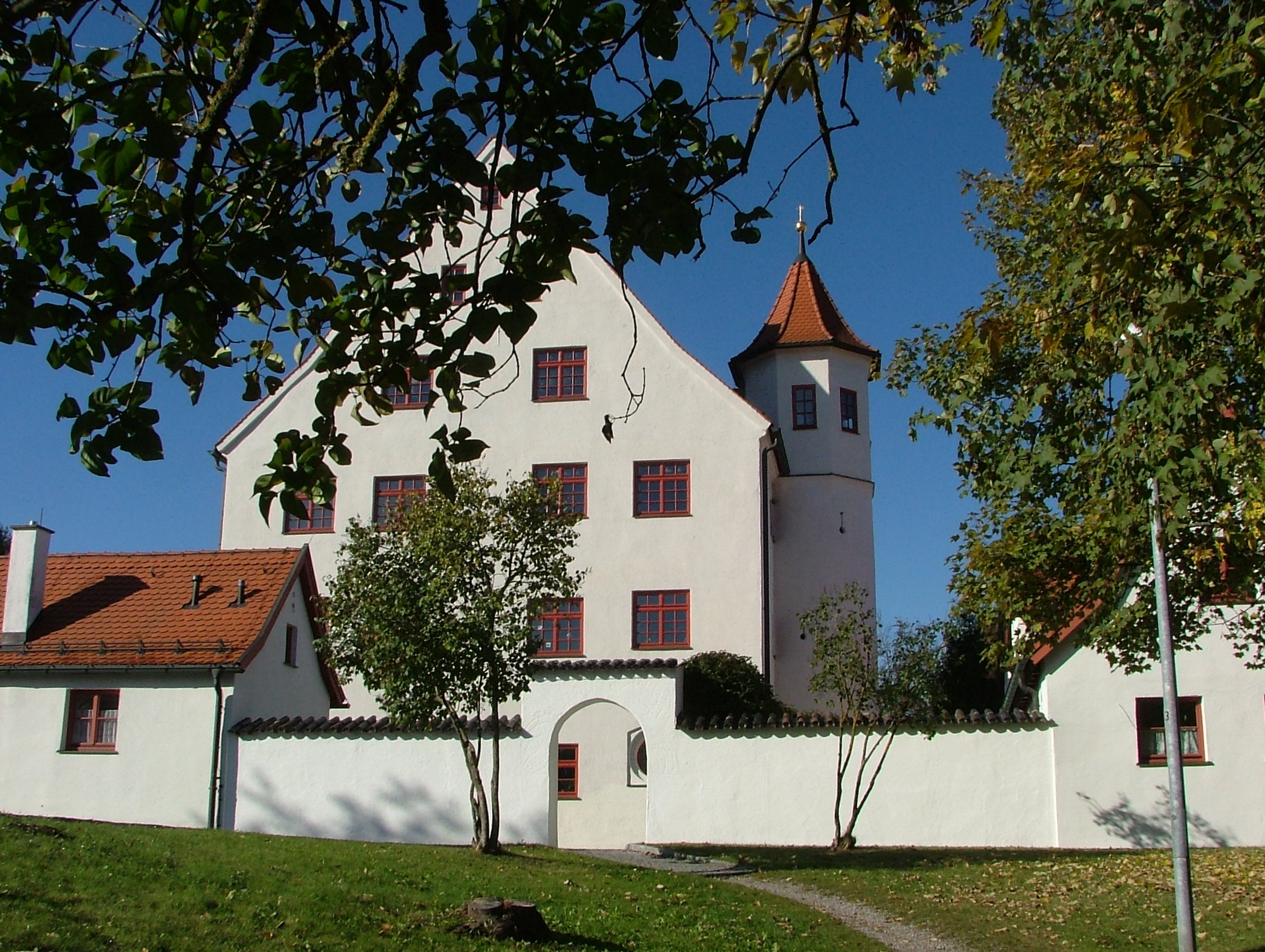
Rotschlößle

Das Rotschlößle (auch Oberwies mit Schloss Rotschelldorf oder Neubronnerschlößle) ist ein patrizisches Landgut im Kemptener Stadtteil Sankt Mang. Benannt wurde das mit Am Rotschlössle 9 adressierte Gebäude nach der ehemals rötlichen Fassadenfarbe. Heute beinhaltet das denkmalgeschützte Gebäude die Stadtteilbibliothek Sankt Mang.

## Geschichte
Das Schloss wurde erstmals auf einer Stadtansicht von 1559 dargestellt. Es ist neben dem Weidachschlößle und dem Haubenschloß eines der wenigen übriggebliebenen „Wochenendhäuser“ wohlhabender Familien der Reichsstadt Kempten. Anfänglich gehörte es dem Bürgermeister Josef König, später dem Bürgermeister Ulrich Dorn. Im 18. Jahrhundert gehörte es der Ulmer Patrizierfamilie Neubronner, nach der das Schloss später auch benannt wurde. Im Jahr 1634 lebte dort der schwedische Feldmarschall Gustaf Horn. Ein Jahr darauf hatte dort der Kemptener Stadtrat wegen der Pestepidemie seinen Sitz. Im Jahr 1850 entstanden im Haus Wohnungen und eine Käserei. 1927 hat die damalige Gemeinde Sankt Mang das Schloss gekauft und zu Wohnungszwecken umgebaut. Um 1930 stand vor dem heute weiß angestrichenen Gebäude ein Brunnen mit dem Neubronner Wappen. 1972 wurde die Gemeinde in die Stadt integriert. Die Schlossanlage ging somit in die Hände der Stadt Kempten über. 1990 wurde die im Jahr 1986 vom Stadtrat beschlossene Sanierung beendet und das Haus als Stadtteilbibliothek der Orangerie eröffnet.

## Baubeschreibung
Das Haus ist dreigeschossig, hat ein steiles Satteldach und einen Rundturm. Im Erdgeschoss befinden sich kreuzgratgewölbte Räume mit einer Balusterbrüstung, in den oberen Stockwerken historisch bedeutsame Decken. Die Außenfassade wurde 1952 renoviert, das Osttor des dreitorigen Mauerwerks um das Haus stammt von 1956.